# SN 2009mj
SN 2009mj – supernowa typu Ia odkryta 10 grudnia 2009 roku w galaktyce M+07-14-18. W momencie odkrycia miała maksymalną jasność 17,80m.